# Horizont van Sint Pieter
De Horizont van Sint Pieter is een dunne laag in de ondergrond van het zuidwesten van het Nederlandse Zuid-Limburg. De horizont is onderdeel van de Formatie van Maastricht en stamt uit het laatste deel van het Krijt (het Maastrichtien, ongeveer 68 miljoen jaar geleden).
Normaal gesproken ligt de Horizont van Sint Pieter boven op de oudere Kalksteen van Valkenburg en onder de jongere Kalksteen van Gronsveld, beide ook onderdeel van de Formatie van Maastricht.
Deze horizont is te zien in de Koeberggroeve en in de bergwand van het Geologisch monument Typelocatie Maastrichtien.